# 森田茂紀
森田 茂紀（もりた　しげき、1954年1月30日 - ）は、日本の農学者、東京大学名誉教授。

## 経歴・人物
神奈川県出身。1976年に東京大学農学部農業生物学科を卒業し、東京大学大学院農学系研究科へ進む。その間、1981年に東京大学農学部助手となり、助手を務めながら1983年に農学博士号を取得。
1996年に東京大学大学院農学生命科学研究科助教授、2002年に東京大学大学院農学生命科学研究科付属農場教授に就任し、2010年に東京大学大学院農学生命科学研究科附属生態調和農学機構教授となる。
1994年度には根研究会（現・根研究学会）会長を務め、東京大学エネルギー工学連携研究センター（現 東京大学生産技術研究所 持続型エネルギー・材料統合研究センター）バイオマス研究会会長を務める。
2014年に東京農業大学へ転じて同大学農学部農学科教授に就く。
2022年9月から2023年3月まで、聖徳学園中学校・高等学校にて、理科の非常勤講師を務め、高校１年及び高校２年の生物基礎を担当した。

## 賞詞
- 日本農学賞・讀賣農学賞（2020年）[6]

## 著書
- 栽培学―環境と持続的農業（朝倉書店））
- 根の発育学（東京大学出版会）
- エネルギー作物学 シリーズ農学リテラシー（朝倉書店）